# OBS (radioprogram)
För tidskriften, se Obs! (tidskrift)
OBS (tidigare OBS! Kulturkvarten) är ett program med radioessäer i Sveriges Radio P1.
Programmet startade den 1 april 1963 och har varit ett forum för kultur-, samhälls- och idédebatt i essäformat. Det är ett av de äldsta programmen på Sveriges Radio.
Produktionen startade i Stockholm men flyttades inom kort till Sveriges radio Malmö, där det fortfarande produceras.
Redaktörer var under många år Willy Josefsson och Lena Brundenius, men många andra har hållit i programmet under kortare eller längre tid, bland andra Arne Ruth, Andres Küng och Herbert Söderström. En profilstark medarbetare var Lars Westerberg.
Under drygt fyra års tid gjordes programmet av produktionsbolaget Umami innan det 2014 flyttades tillbaka till Sveriges radio i Malmö och byggdes ut med ett 45 minuter långt veckomagasin betitlat OBS Magasin, så småningom med Mona Masri som programledare. Mats Kolmisoppi var producent för programmet 2015–2016 och sedan 2017 produceras OBS av Olof Åkerlund.  
Enligt webbsidan är OBS "Ett forum för den talade kulturessän där samtidens och historiens idéer prövas och möts."
Några återkommande essäister (2021) är Dan Jönsson, Henrik Nilsson, Anna Blennow, Helena Granström, Michael Azar, Gabriella Håkansson, Farshid Jalalvand, Aase Berg och Fredrik Sjöberg. 
Sedan januari 2016 sänds OBS måndag till torsdag i P1 Kultur, som sänds vardagar 13.05-14.00 i P1. Programmet produceras på SR Malmö och ansvarig utgivare är Peter O Nilsson.